# Hatfield (Indiana)
Hatfield – jednostka osadnicza w Stanach Zjednoczonych, w stanie Indiana, w hrabstwie Spencer.